# SN 1965C
SN 1965C – supernowa odkryta 28 stycznia 1965 roku w galaktyce A114322+1832. W momencie odkrycia miała maksymalną jasność 18,00m.